# Autobahnkreuz Wilmersdorf
Das Autobahnkreuz Wilmersdorf verband den Berliner Stadtring (A 100) mit der damaligen A 104. Mit der Zurückstufung der A 104 zu einem Ast der A 100 im Jahr 2006 wurde es in Anschlussstelle Schmargendorf umbenannt. 
Das Kreuz liegt genau auf der Grenze zwischen den Berliner Ortsteilen Schmargendorf und Wilmersdorf und gehörte zum Bezirk Wilmersdorf, seit 2001 Bezirk Charlottenburg-Wilmersdorf. Die beiden Autobahnen kreuzten sich im spitzen Winkel, im Unterschied zu den meisten Autobahnkreuzen bestand eine Verbindung nur zur jeweils anderen Autobahn in der gleichen Richtung. 
Die ehemalige A 104 verlief von der nördlich vom Kreuz Wilmersdorf gelegenen AS Konstanzer Straße bis zur südlichen AS Schildhornstraße. Eine Verlängerung zur A 103 nach Steglitz war geplant, wurde allerdings wieder aufgegeben. Im Zuge der Umstrukturierungen während der Einführung der Lkw-Maut 2005 erfolgte die Umwidmung in eine verlängerte Anschlussstelle der A 100. Baulich blieb alles unverändert.  
Im Jahr 2015 wurden auf der A 100 in diesem Bereich die folgenden „Durchschnittlichen täglichen Verkehrsstärken“ (beide Richtungen zusammen) ermittelt: 
| von                 | nach                | Fahrzeuge |
| ------------------- | ------------------- | --------- |
| AS Hohenzollerndamm | AS Schmargendorf    | 131.800   |
| AS Schmargendorf    | AS Detmolder Straße | 127.000   |